# Staro mesto Baku
Staro mesto Baku ali notranje mesto (azerbajdžansko İçərişəhər) je zgodovinsko jedro Bakuja, glavnega mesta Azerbajdžana. Staro mesto je najstarejši del Bakuja , ki ga obdajajo zidovi, da so se zlahka branili. Leta 2007 je bilo v Starem mestu približno 3000 ljudi . Decembra 2000 je staro mesto Baku, vključno s Širvanšahovo palačo in Deviškim stolpom, postalo prva lokacija v Azerbajdžanu, ki jo je Unesco uvrstil med svetovno dediščino.

## Zgodovina
Splošno sprejeto je, da Staro mesto, vključno z Deviškim stolpom, datira vsaj v 12. stoletje, nekateri raziskovalci pa trdijo, da gradnja sega že v 7. stoletje. Vprašanje ni bilo popolnoma rešeno .
V tem srednjeveškem obdobju Baku so bili zgrajeni spomeniki, kot so: minaret Sinig Gala (11. stoletje), trdnjavsko obzidje in stolpi (11. – 12. stoletje), Deviški stolp, Multani karavanseraj in kopališče Hajdži Gajib (15. stoletje), Širvanšahova palača (15. – 16. stoletje), Buhara karavanseraj in kopališče Gasimbej (16. stoletje).
Leta 1806, ko je Baku, med rusko-perzijsko vojno (1804–13) okupiral Ruski imperij , je bilo v Starem mestu 500 gospodinjstev in 707 trgovin ter 7000 prebivalcev (takrat ena soseska Bakuja ) ki so bili skoraj vsi etnični Tati . Med letoma 1807 in 1811 so mestno obzidje popravili in utrdbe podaljšali. Mesto je imelo dvoje vrat: Saljan in Šemaha. Mesto je zaščitilo na desetine topov, postavljenih na obzidje. Pristanišče je bilo ponovno odprto za trgovino in leta 1809 je bil ustanovljen carinski urad.
V tem obdobju se je Baku začel širiti onstran mestnega obzidja, pojavile so se nove soseske. Tako sta se začela uporabljati izraza Notranje mesto (azerbajdžansko İçəri Şəhər) in Zunanje mesto (azerbajdžansko Bayır Şəhər). Sklicujoč se na zgodnjo rusko vladavino, je bakujski igralec Husejngulu Sarabski v svojih spominih zapisal:
Baku je bil razdeljen na dva oddelka: Ičeri Šeher in Bajir Šeher. Notranje mesto je bil glavni del. Tisti, ki so živeli v Notranjem mestu, so veljali za domorodce Bakuja. Bili so v neposredni bližini vsega: bazar, obrtniške delavnice in mošeje. Tam je bila celo cerkev, pa tudi vojašnica, zgrajena med rusko okupacijo. Prebivalci, ki so živeli znotraj obzidja, so menili, da so nadrejeni tistim zunaj in so jih pogosto označevali kot »bosonoge ljudi zunanjega mesta«.
S prihodom Rusov se je tradicionalni arhitekturni videz Starega mesta spremenil. Številne evropske zgradbe so bile zgrajene v 19. in začetku 20. stoletja z uporabo slogov, kot sta barok in gotika.
Leta 1865 so porušili del mestnega obzidja s pogledom na morje, kamne pa prodali in uporabili v stavbi Zunanjega mesta. Denar, pridobljen s to prodajo (44 000 rubljev), je šel v gradnjo Bakujskega bulvarja. Leta 1867 so se na bulvarju pojavile prve bakujske fontane.
V tem obdobju so odprli še dvoje vrat, ena od njih so bila slavna Taghijeva vrata (1877). Odpiranje novih vrat in prehodov se je nadaljevalo v sovjetsko obdobje.
Cerkev, ki jo je omenil Husejngulu Sarabski, je bila armenska cerkev Presvete Device, zgrajena pod perzijsko vladavino med leti 1797 in 1799 v senci Deviškega stolpa, razpadla od leta 1984 in porušena leta 1992.

## Soseske
Staro mesto je bilo razdeljeno na več četrti, ki so služile tudi kot družbene razdelitve. Včasih so bili oddelki starega mesta poimenovani po njihovi mošeji: na primer četrt Jama mošeje, četrt Šal mošeje, četrt Mahamadjar mošeje, itd.

### Glavne soseske
- Sejidi, četrt duhovnikov
- Aghšalvarlilar, četrt mestnih plemičev, dobesedno 'tisti z belimi hlačami'
- Bozbašjemeyenler, četrt 'tistih, ki ne jedo mesa'
- Gemičiler, četrt ladjedelcev in mornarjev
- Hamamčilar, četrt javnih kopališč
- Arabačilar, četrt voz in voznikov
- Nojutčuler, četrt naftnih delavcev
- Juhud Zejnalilar, judovska četrt
- Lezgiler, četrt dagestanskih orožarjev in kovačev
- Gilaklar, četrt trgovcev iz Gilana

### Podzemna infrastruktura
Leta 2008 so med rekonstrukcijo v parku Vahid odkrili starodavni podhod iz 19. stoletja. Delavci so prehodili približno 200 metrov vzdolž predora, vendar so se nato ustavili, ko so se srečali z vodo in muljem. Sodeč po fotografijah, posnetih v jami, je bil predor zgrajen zelo temeljito, stene, strop in tla predora so tlakovani z belim rezanim kamnom. Delavci so našli tudi peščico kovancev iz sovjetskega obdobja, kar kaže, da je pred njimi nekdo že bil v predoru .
Po besedah učenjaka Vitalija Antonova je bil Baku v poznem 18. stoletju kavkaško središče revolucionarnega gibanja in najden predor je bil izkopan, da bi rešil guvernerja v primeru množičnih nemirov v mestu. Druga različica je, da je ta prehod eden izmed številnih, ki vodi do starodavnega gradu Sabajil, ki ga je preplavilo Kaspijsko jezero. Od Širvanšahove palače in Sinih Gala, ki je v Ičeri Šeherju, vodi do morja več predorov. Sinih Gala je bila v 15. stoletju mošeja, v časih šaha Ismaila Khataja, uničile pa so jo čete Petra I.. To pomeni, da je odkrit prehod del podzemne mreže, ki je povezovala mesto Sabajil s podeželjem .

## Izobraževanje
Prva znana medresa v Starem mestu je bila odprta v 12. stoletju, med njenimi priljubljenimi lektorji pa je bil Baba Kuhi Bakuvi. Štiristo let pozneje je drug ugledni učenjak po imenu Sejid Jahja Bakuvi (umrl leta 1403) v Širvanšahovi palači ustanovil Darulfunun (Hišo umetnosti in znanosti, prototip moderne univerze). Toda s padcem Širvanšahove države se je izobraževanje v Bakuju postopoma zmanjševalo. Do leta 1806 je bilo v Starem mestu le dvanajst molahan (osnovne in srednje šole, ki jih vodijo mošeje), v 20. stoletju pa so preživele le tri. Pozneje so bile vse tovrstne šole zaprte in zamenjane s sodobnimi vrtci in državnimi posvetnimi šolami.

## Svetovna dediščine
Decembra 2000 je staro mesto Baku z Širvanšahovo palačo in Deviškim stolpom postalo prva lokacija v Azerbajdžanu, ki jo je Unesco uvrstil med svetovno dediščino.
Tri leta pozneje, leta 2003, je Unesco staro mesto uvrstil na seznam svetovne dediščine v nevarnosti in navajal škodo zaradi potresa novembra 2000, slabe zaščite in 'dvomljivih' obnovitvenih prizadevanj. 
Leta 2009 je Odbor za svetovno dediščino pohvalil Azerbajdžan za prizadevanja za ohranitev obzidanega mesta Baku in ga umaknil s seznama ogroženih. 

## V popularni kulturi
Leta 2014 so posneli videospot za pesem Sati Casanova in Arsenija "Pred zori" (До рассвета).
Del znanih azerbajdžanskih in sovjetskih filmov je bil posnet v Ičeri Šeher. Med njimi so "Diamantna roka" (Бриллиантовая рука), "Amfibijski človek" (Человек-Амфибия), "Aibolit-66" (Айболит-66), "Teheran-43" (Тегеран-43), "Ne bojte se, jaz sem s tabo" (Не бойся, я с тобой), "Dan je minil" (День прошёл), itd.
Filmi, posneti v Starem mestu:
- "Arshin Mal Alan" (Krošnjar, 1945), režiserja filma: R.Tahmasib in N.Leshenko
- "Če ne ta, potem tisti" (1956), režiser filma: Huseyn Seyidzadeh
- "Telefonska punca" (1962), režiser filma: Hasan Seyidbeyli
- "Kje je Ahmad" (1963), režiser filma: Adil Isgenderov
- "Arshin Mal Alan" (1965), režiser filma: Tofig Taghizadeh
- "Zadnja noč otroštva" (1968), režiser filma: Arif Babajev
- "V južnem mestu" (1969), režiser: Eldar Gulijev
- "Skupni kruh" (1969), režiser filma: Shamil Mahmudbeyov
- "Dan je minil" (1971), režiser: Arif Babajev
- "Najpomembnejši intervju" (1971), režiser filma: Eldar Guliyev
- "Človek dvoživk" (1961), režiserja filma: V. Čebotarjeva in G. Kazanski (Mosfilm)
- "Aybolit-66" (1961), režiser filma: R.Bikov (Mosfilm)
- "Briljantna roka" (1968), režiser filma: L.Gayday (Mosfilm)
- "Teheran-43" (1981), režiser: A.Alov və V.Kaumov (Mosfilm)

In dokumentarci:
- Staro mesto (film, 1964), režiser: Alibala Alakberov
- Staro mesto (film, 1978), režiser filma: Nijat Bakirzadeh
- Sprehod po starem mestu (2003), režiser filma: Javid Imamverdiyev

V likovni umetnosti:
Ičeri Šahar je ujet v slike številnih znanih umetnikov: leta 1630 je Baku prvi upodobil Engelbert Kempfer, zdravnik in popotnik s Švedskega, drugi pa so še Aleksej Bogoljubov, Grigorij Gagarin, Vasilij Vereščar, Aleksander Kuprin, Azim Azimzadej, Tairja Salahov in drugih.
- На картинах
- Baku. Г. Сергеев. (1796 )
- Jean Pierre Monet. Baku. (1858)
- Peter Vereščagin. Pogled na Baku z morja. (1872)
- Bakuško pristanišče in Bail. Taylorjeva gravura s fotografije M. Seidlitza. 1860-ih
- Grigorij Gagarin. Kanova palača v Bakuju (1847)
- Aleksej Bogoljubov. Bakujska ulica opoldne (1861)

## Značaj in zapuščina
Dolgo obdobje je bil eksplicitni simbol Starega mesta murva, ki stoji za Petkovo mošejo. Veljalo je, da je drevo staro več sto let. Drevo je prodrlo v številne izreke in pesmi, priljubljene v Starem mestu in postalo lokalna znamenitost. Kraj, kjer se je rastlo to drevo, je bilo imenovano Murvin trg. Vendar je bilo v 1970-ih letih drevo podrto zaradi bližnjih gradbenih del.
Druga priljubljena znamenitost Starega mesta je lokalna knjigarna, ki prodaja večinoma rabljene, a tudi nove knjige. Je med Buharo in Multani karavanserajem, Deviškim stolpom in Hajinsko palačo (sicer znano kot hiša Charlesa de Gaulla, ker je tam bival med drugo svetovno vojno), je priljubljena točka bakujskih študentov in bibliofilov, predvsem zaradi nizkih cen.
Staro mesto Baku je upodobljeno na hrbtni strani bankovca za azerbajdžanski 10 manatov, izdan leta 2006.